# Pierre Mongin
Pour les articles homonymes, voir Mongin.
Pierre Mongin, né le 9 août 1954 à Marseille, est un haut fonctionnaire et dirigeant ou administrateur français d'entreprise publique et privée.
Ancien élève de l'École nationale d'administration, préfet, il est président-directeur général de la Régie autonome des transports parisiens (RATP) de juillet 2006 au 30 avril 2015.
Il quitte la direction de la RATP le 1er mai 2015 et rejoint le groupe Engie en tant que directeur général adjoint et secrétaire général du groupe.
Il y reste jusqu'en 2019 avant de se consacrer à des projets personnels.

## Biographie

### Formation
Pierre Mongin est né le 9 août 1954 à Marseille. Il fait des études d'économie à l'Université Paris I Panthéon-Sorbonne et de sciences politiques à l'Institut d'études politiques de Paris. Comme Dominique de Villepin, Ségolène Royal et François Hollande, il est membre de la promotion Voltaire de l'ENA, sortie en 1980. A l'ENA, il termine classé 58e sur 117 (voie administration générale).

### Vie privée
En 1981, il épouse Danielle Charpin, avec qui il aura trois enfants.

## Carrière

### Préfecture et cabinet ministériel
En 1980, il est directeur de cabinet du préfet de l'Ain, puis en 1981, secrétaire général de la préfecture de l'Ariège et de 1982 à 1984, directeur de cabinet du préfet des Yvelines. Il est ensuite affecté à la Direction de la Police nationale en tant qu'inspecteur, chargé de mission à l'Inspection générale de l'administration de 1984 à 1986, avant de connaître sa première expérience dans un cabinet ministériel en étant nommé directeur de cabinet d'Yves Galland, ministre des Collectivités locales sous la première cohabitation, de 1987 à 1988.
À la suite de la victoire de la gauche aux élections de 1988, il réintègre son corps d'origine et est affecté à la préfecture de police, comme sous-directeur au budget. Il y reste jusqu'en 1993.
Il revient dans les cabinets ministériels à l'occasion de la victoire de la droite aux élections législatives de 1993. Il est nommé chef de cabinet d'Édouard Balladur, alors Premier ministre. Pierre Mongin est entendu sous le statut de témoin assisté dans l'affaire du financement de la campagne présidentielle de 1995 d'Édouard Balladur. Mis en cause en raison de sa qualité de chef de cabinet du Premier ministre Édouard Balladur en 1995, il est mis en examen pour « détournement de fonds publics » le 12 septembre 2013. Il est défendu par Maître Olivier Baratelli qui obtient l'annulation de la mise en examen par la Cour d'appel de Paris le 24 mars 2014, mettant ainsi fin à toute poursuite le concernant.
Après la défaite de son « mentor » à l'élection présidentielle de 1995, il retourne à son corps d'origine, dans la préfectorale. Il est alors successivement préfet d'Eure-et-Loir jusqu'en 1999, préfet de Vaucluse en 1999 et préfet de la région Auvergne et du département du Puy-de-Dôme de juillet 2002 à avril 2004.
Le remaniement ministériel décidé par Jean-Pierre Raffarin en avril 2004 place Dominique de Villepin, jusqu'alors ministre des Affaires étrangères, au ministère de l'Intérieur. Ce dernier le nomme comme directeur de son cabinet et le confirme dans ses fonctions lorsqu'il arrive à l'Hôtel de Matignon en juin 2005.

### PDG de la RATP

#### De 2006 à 2009
Par décret du 12 juillet 2006, Pierre Mongin succède à Anne-Marie Idrac, nommée présidente de la SNCF, comme président-directeur général de la RATP.
Dès sa nomination en 2006, il promeut Métrophérique, un projet de nouvelle rocade de métro, initié un an plus tôt par Anne-Marie Idrac, autour de Paris qui deviendra ensuite le Grand Paris Express et, en 2007, met en place la réforme des régimes spéciaux des retraites à la RATP. En 2008, l'entreprise réalise 112 millions d'euros de bénéfices, un chiffre deux fois supérieur à celui de l'année passée. Il lance également avec ses équipes un plan de modernisation de la ligne A du RER d'Île-de-France (RER A) avec la mise en circulation des rames à deux étages aux heures de pointe pour répondre aux demandes croissantes des usagers.
En 2009, il est reconduit à la tête de la RATP en étant chargé par le gouvernement de préparer l'entreprise à l'ouverture à la concurrence du marché des transports urbains notamment dans le cadre du projet de loi sur le Grand Paris. Cette même année, la RATP est devenue le deuxième recruteur d'Île-de-France et présente un bénéfice net annuel à hauteur de 182,8 millions d'euros,.

#### De 2010 à 2013
En 2010, Pierre Mongin veut faire de la RATP l'une des cinq plus grandes entreprises mondiales de transport au travers des développements à l'étranger et du lancement de Métrophérique. Par ailleurs, s'engageant dans l'industrie verte, la RATP et Irisbus présentent Hynovis, un prototype de bus à moteur hybride hydraulique permettant d'économiser jusqu'à 20 % d'énergie. La RATP enregistre cette année-là un bénéfice net annuel de 186 millions d'euros.
Cette même année, il prend la présidence de Systra, groupe international d'ingénierie en matière de transports urbains et de transports ferroviaires détenu à la fois par la SNCF et par la RATP. À l'occasion de ce changement de périmètre de la filiale d'exploitation, qui comprend désormais près de 9 000 salariés, il devient président du Conseil de surveillance de RATP Dev.
En décembre 2011, la Cour des comptes rend public le rapport « Les dysfonctionnements du Comité d'entreprise de la RATP ». Pierre Mongin rappelle alors qu'il n'a « pas d'instrument de contrôle sur le CE de la RATP » et que la Cour des comptes est le seul organisme légal à pouvoir y exercer un contrôle. Il précise qu'il n'a jamais modifié le ratio fixé à 2,81 % de la masse salariale destiné au CE.
En 2012, la RATP signe un contrat d'exploitation avec le Syndicat des transports d'Île-de-France (STIF) l'engageant à des investissements importants sur le réseau : rénovation du matériel et des infrastructures existantes, prolongement des lignes de métro et des lignes de tramways. 
En 2013, l'activité à l'international conduit à la mise en service du tramway de Shenyang, en Chine et au gain d'un contrat de construction et d'exploitation de lignes de tramway à Rio de Janeiro, au Brésil.
Sous sa présidence, le groupe Systra, détenu à parts égales par la RATP et la SNCF, s'unifie pour conquérir les marchés internationaux en devenant le numéro deux mondial de l'ingénierie ferroviaire et leader dans le domaine de la grande vitesse et afin de viser les grands chantiers du Grand Paris Express.
En mai 2012, il rencontre le président de la SNCF afin de relancer le projet CDG Express, reliant l'aéroport de Paris-Charles-de-Gaulle au centre de la capitale,.
Il prend la tête de Fer de France, l'association qui fédère les acteurs de la filière ferroviaire, le 24 septembre 2013 et signe une convention avec Ubifrance dans le but d'accompagner les entreprises de la filière ferroviaire française dans leur développement international. La même année, à la suite d'un accord entre Orange et la RATP, est annoncée l'arrivée de la 3G et de la 4G dans le métro et le RER. Sous son impulsion, la RATP s'est imposée comme un grand employeur en France avec des milliers de postes à pourvoir et un accent important mis sur les emplois d'avenir. La formation des jeunes représente 7 % de la masse salariale de l'entreprise.
En 2013, la RATP présente un bénéfice net annuel en progression de 14 %, dépassant pour la première fois les 300 millions d'euros. Le 13 septembre, le Conseil d'administration du groupe RATP le maintient dans ses fonctions de PDG.

#### 2014-2015
Pierre Mongin annonce le 23 janvier 2014 qu'il est candidat à sa propre succession, déclarant à propos de la RATP qu'il peut « encore la servir utilement ». Sa candidature est soutenue par le président de la République François Hollande, mais également par Jean-Paul Huchon, président du Syndicat des transports d'Île-de-France (STIF), Jacques Rapoport, PDG de Réseau ferré de France (RFF), et Guillaume Pepy, président de la Société nationale des chemins de fer français (SNCF), qui déclare le soutenir car « il défend ses troupes, il a été adopté par la RATP. C'est aussi un développeur, qui a projeté cette entreprise régionale à l'international ».Il est reconduit au poste de PDG de la RATP le 23 juillet 2014, sans aucune réserve de la part des syndicats. La CGT déclare même à son propos que « c'est le bon élève du transport public ».
En septembre 2014, afin de préparer la RATP à l'ouverture à la concurrence, particulièrement en région parisienne, il annonce que l'entreprise « se prépare à être candidate à l'exploitation des futures lignes » du Grand Paris. Dans le même temps, il déclare également vouloir augmenter la part des filiales internationales dans le chiffre d'affaires de l'entreprise de 17 % au premier semestre 2014 à 30 % en 2020.
En novembre 2014, après une ligne de métro à Manille, un RER à Pretoria, le métro d'Alger et 10 % des bus londoniens, Pierre Mongin obtient un réseau de 1 000 bus avec climatisation et Wi-Fi. Il signe ainsi le plus important contrat d'exploitation d'un réseau de bus de la RATP à Riyad, un contrat de 1,7 milliard d'euros sur 12 ans signé par la RATP en coentreprise avec Saptco. « C'est une étape importante pour le développement de notre groupe », déclare Pierre Mongin à ce sujet, également intéressé par le projet de métro de la capitale saoudienne. En 2014, 15 000 personnes travaillent pour RATP Dev, contre 0 en 2006. Il est prévu que ce chiffre double à l'horizon 2020.
Le 20 janvier 2015, alors que le groupe RATP annonce la signature d'un accord de coopération avec le concepteur de solutions de transport par câble Poma, Pierre Mongin décrit le transport par câble comme « un mode d'avenir, appelé à trouver sa place dans la chaîne de mobilité, pour répondre à la demande des collectivités ». Déjà impliqué dans ce domaine avec le funiculaire de Montmartre et le téléphérique du Salève en Haute-Savoie, il dit vouloir « aller plus loin ».
Le 17 mars 2015, son départ de la RATP est annoncé pour rejoindre GDF Suez le 1er mai 2015 en tant que directeur général adjoint et comme secrétaire général le 1er juillet suivant,. La veille de cette annonce, Pierre Mongin présentait les résultats de la RATP pour l'année 2014 qu'il qualifiait de « très bons » avec un chiffre d'affaires en progression de 3,4 %, des investissements records de 1,58 milliard d'euros, une diminution de l'endettement et de bons résultats à l'international.
Le 1er mai 2015, Pierre Mongin quitte la RATP, qu'il aura présidée pendant neuf ans, pour rejoindre la direction de Engie (ex-GDF Suez). Depuis 50 ans, il aura été le premier grand patron de la société des métros parisiens à être resté aussi longtemps. De l'avis des observateurs, l'ère Mongin a été une époque charnière dans la vie de la RATP. « Sous sa présidence, le développement à l'international s'est accéléré, passant d'un chiffre d'affaires de 150 millions d'euros en 2008 à près de 900 millions d'euros », note Bertrand Mouly-Aigrot, spécialiste des transports et associé chez Archery Stratégy Consulting.
En outre, les observateurs s'accordent sur les avancées entreprises par Pierre Mongin dans le renforcement des relations avec le Syndicat des transports d'Île-de-France (STIF), dans son positionnement sur le projet de métro automatique du Grand Paris et la préparation à l'ouverture à la concurrence en Île-de-France.
Enfin, Pierre Mongin a permis au groupe de renouer avec un climat social apaisé, comme en témoigne notamment Gilles Dansart, journaliste et directeur de la lettre spécialié Mobilettre, qui souligne le retour à un climat social serein : l'indicateur, c'est qu'il n'y a pas de grève.

### Directeur général adjoint d'Engie
Selon les mots de Gérard Mestrallet, alors PDG d'Engie, « le parcours de Pierre Mongin, qui a piloté avec succès la réorganisation en profondeur de la RATP (...), apportera une contribution précieuse à la transformation du groupe ».
L'arrivée de Pierre Mongin au comité exécutif d'Engie à partir du 1er mai 2015, en tant que directeur général adjoint, et comme secrétaire général à partir du 1er juillet 2015, s'inscrit dans le vaste plan de réorganisation du groupe piloté par Isabelle Kocher pour faire face aux bouleversements énergétiques.
À partir du 1er juin 2016, Pierre Mongin se voit en outre confier en tant que directeur général adjoint la supervision des Business Units Afrique, Benelux, France Réseaux et France BtoC ainsi que la coordination de la sûreté nucléaire.
En avril 2019, il fait part de son intention de prendre progressivement du recul dans ses activités. Il reste secrétaire général du groupe jusqu'en juillet 2019 avant de devenir senior advisor (conseiller principal) du directeur général ; il compte se consacrer à des projets personnels à son départ du groupe en fin d'année 2019. Isabelle Kocher, directrice générale du groupe salue sa contribution unique et exceptionnelle à la transformation du groupe au cours des quatre dernières années.

### Autres fonctions
- Pierre Mongin a été membre du conseil d'orientation du domaine de Chambord[1] du Conseil d'administration du Musée d'Orsay et du Comité de la stratégie et des investissements de GDF Suez[1].
- Pierre Mongin est administrateur de CMA CGM et de Swiss Life France.
- Il est également Membre du Comité de direction du Cercle de l'Union Interalliée et du Nouveau Cercle de l'Union.

## Récompenses et distinctions

### Décorations françaises
- Commandeur de la Légion d'honneur Il est fait chevalier le 31 décembre 1999[46], promu officier le 11 juillet 2008[47], puis commandeur le 13 juillet 2016[48].
- Officier de l'ordre national du Mérite Il est fait chevalier le 13 mai 1996[49], puis est promu officier le 14 mai 2003[50].
- Officier de l'ordre des Palmes académiques[51]
- Officier de l'ordre du Mérite agricole [51]

### Décorations étrangères
- Commandeur de l'ordre d'Isabelle la Catholique [51]
- 3ème Classe de l'ordre du Trésor sacré du Japon [51]
- Officier de l'Ordre National du Mérite gabonais [51]